# Nedim Mehmedbasić
Nedim Mehmedbasić (* 27. Dezember 1994) ist ein serbischer Biathlet.
Nedim Mehmedbasić bestritt mit den Biathlon-Juniorenweltmeisterschaften 2013 in Obertilliach seine erste internationale Meisterschaft und wurde 100. des Einzels, 102. des Sprints sowie 20. des Staffelrennens. Bei den Juniorenrennen der Biathlon-Europameisterschaften 2014 in Nové Město na Moravě kamen die Ränge 75 im Einzel und 74 im Sprint hinzu. Für die Staffel wurde Mehmedbasić erstmals in die serbische Nationalmannschaft berufen und an der Seite von Damir Rastić, Dženis Avdić und Redžep Hodžić als Schlussläufer 20. Im IBU-Cup hatte er schon 2013 in Obertilliach bei den Männern debütiert und mit der Staffel an der Seite von Edin Hodžić, Dženis Avdić und Dejan Krsmanović Platz 17 belegt.